# دومینیک کیانزه
دومینیک کیانزه (انگلیسی: Dominic Chianese؛ زادهٔ ۲۴ فوریهٔ ۱۹۳۱) هنرپیشه و خواننده اهل ایالات متحده آمریکا است. وی از سال ۱۹۵۲ میلادی تا کنون مشغول فعالیت بوده است. کیانزه بیشتر به‌خاطر بازی کردنِ نقشِ «کورادو جونیور سوپرانو» در مجموعه تلویزیونی سوپرانوز شناخته می‌شود.
از فیلم‌هایی که وی در آن نقش داشته است می‌توان به پدرخوانده: قسمت دوم، و عدالت برای همه ...، همه مردان رئیس جمهور، در جستجوی عدالت، سین جیم، پنگوئن‌های آقای پاپر، بی‌وفا، به دنبال ریچارد، انگشت‌ها، قدرت آتش، چشم عمومی، سرگردان در منهتن و شب‌هنگام در منهتن اشاره کرد.